# Myosorex gnoskei
Myosorex gnoskei — вид ссавців з родини мідицевих (Soricidae). Займає друге місце після Myosorex schalleri як найменший описаний член роду.

## Етимологія
Видовий епітет шанує пана Томаса Гноска (Thomas Gnoske) на знак визнання його важливого вкладу в знання африканських хребетних, особливо птахів і ссавців.

## Поширення
Ендемік Малаві. Знайдений в англ. Nyika National Park в північній Малаві. Зразки зібрані між соснових насаджень прилеглих до штаб-квартири крупного національного парку на висоті 2285 м.